# Тондошка
Тондошка (рос. Тондошка) — село Турочацького району, Республіка Алтай Росії. Входить до складу Тондошенського сільського поселення.
Населення — 291 особа (2015 рік).